# Gonopteronia birena
Gonopteronia birena är en fjärilsart som beskrevs av Holloway 1976. Gonopteronia birena ingår i släktet Gonopteronia och familjen nattflyn. Inga underarter finns listade i Catalogue of Life.